# Orujo de hierbas

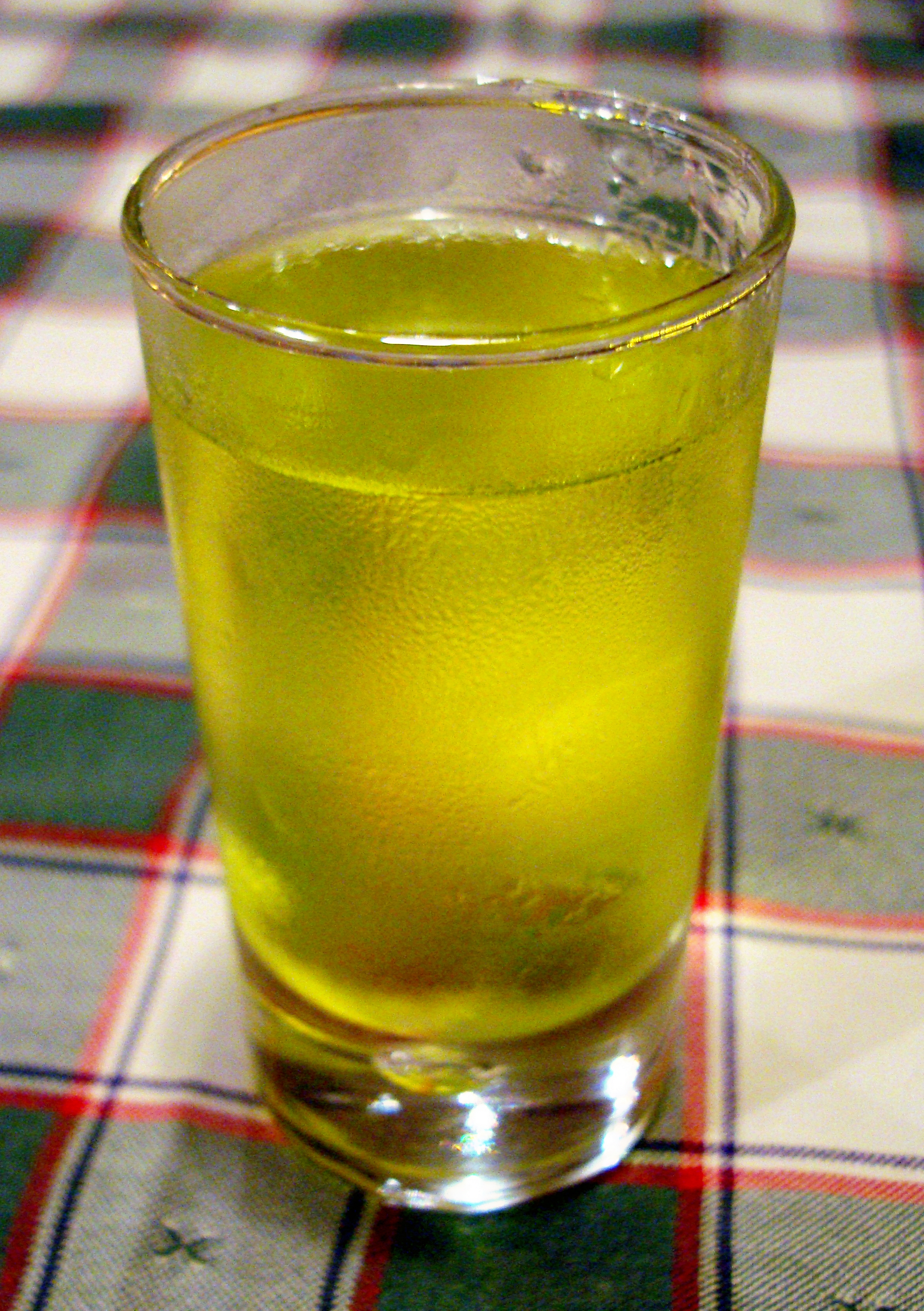
Un chupito de orujo de hierbas.

El orujo de hierbas o aguardiente de hierbas es una bebida de alta graduación (aunque menor que la del orujo blanco), típica de Cantabria, Galicia, Asturias y León que se obtiene a partir de aguardiente u orujo que se mezcla con hierbas aromáticas que le otorgan un tono verdoso característico. Algunos orujos gallegos como el de orujo tostado proceden de este al haber añadido azúcar tostado o caramelizado.

## Consumo
Se suele consumir en forma de chupito (vaso muy pequeño) después de una comida, o mezclado con café. Antiguamente, los campesinos solían tomarlo después del desayuno (denominado almorzo o almoço, como en Galicia, Portugal y Brasil), antes del trabajo en el campo al amanecer, y todavía existen personas de avanzada edad que conservan dicha costumbre.
Actualmente está muy extendido su consumo en los restaurantes después de las comidas, ya que se le creen propiedades digestivas.
Se ha comprobado científicamente que el orujo no tiene propiedades digestivas, si bien el alcohol lo que hace es producir una digestión más lenta y pesada